# 繁荣街道 (松原市)
繁荣街道，是中华人民共和国吉林省松原市宁江区下辖的一个乡镇级行政单位。

## 行政区划
繁荣街道下辖以下地区：
锦江社区和康宁社区。